# Prince Masahito
Prince Masahito (誠仁親王, Masahito-shinnō), né le 16 mai 1552 - décédé le 7 septembre 1586, aussi connu sous le nom prince Sanehito et appelé Yōkwōin daijō-tennō à titre posthume est le fils ainé de l'empereur Ōgimachi.
Le prince Masahito meurt avant son père.
Le fils ainé de Masahito est le prince impérial Kazuhito (和仁親王, Kazuhito-shinnō, 1572-1617) qui accède au trône du chrysanthème à la mort de l'empereur Ōgimachi. Kazuhito est connu sous le nom empereur Go-Yōzei.
Plus tard, Go-Yōzei est élevé au rang de son père, même si la mort prématurée de celui-ci rend cette démarche impossible en réalité. De cette façon, Go-Yōzei lui-même peut profiter de la fiction polie d'être le fils d'un empereur.
- 21-25 août 1598 (ère Keichō 3, 20-24 jour du 7e mois) : des rituels bouddhistes sont effectués dans le Seriyoden du palais impérial pour célébrer le 13e anniversaire de la mort du père de l'empereur[2].

Cet empereur élevé à titre posthume est traditionnellement vénéré au sanctuaire shinto mémorial (misasagi) situé à Kyoto.
L'Agence impériale appelle cet emplacement le mausolée de Yōkwōin. Il est formellement nommé Tsuki no wa no misasagi au Sennyū-ji.

## Source de la traduction
- (en) Cet article est partiellement ou en totalité issu de l’article de Wikipédia en anglais intitulé « Prince Masahito » (voir la liste des auteurs).